# Revenge of Others
Revenge of Others (hangul: 3인칭 복수; rr: 3inching Bogsu; lit. Vingança da Terceira Pessoa, prt: Vingança dos Outros; bra: Em Busca de Vingança) é uma série de televisão via streaming sul-coreana estrelada por Shin Ye-eun e Lomon. Estreou no Disney+ em 9 de novembro de 2022.

## Sinopse
A série retrata um thriller de vingança adolescente quando Chan-mi, que procura a verdade sobre a morte de seu irmão gêmeo, e Soo-heon, que começa a se vingar de um mundo injusto, são pegos em um incidente chocante que abalou a vida dela.

## Elenco

### Principal
- Shin Ye-eun como Ok Chan-mi[9]
- Lomon como Ji Soo-heon[1]

### Coadjuvante
- Seo Ji-hoon como Seok Jae-beom[9]
- Chae Sang-woo como Ki Oh-seong[9]
- Lee Soo-min como Kuk Ji-hyeon[9]
- Jung Soo-bin como Tae So-yeon[10]
- Kim Joo-ryoung como Jin So-jeong[11]
- Yeon-oh como Im Seung-woo[2]
- Wooyeon como Hong Ah-jeong[12]
- Kang Yeol como Park Won-seok[13]
- Jin Ho-eun como Sa Jung-kyung[14]
- Kang Yi-seok como Kwon Se-jin[15]
- Han Seung-bin como Nam Hak-soo[16]

## Episódios
| N.º | Título       | Exibição original     |
| --- | ------------ | --------------------- |
| 1   | "Episódio 1" | 9 de novembro de 2022 |
| 2   | "Episódio 2" | 9 de novembro de 2022 |

## Produção
Em 7 de setembro de 2022, o elenco foi anunciado para incluir Shin Ye-eun e Lomon, que já haviam sido confirmados como os papéis principais.